# سان جورجو دي بيانو
سان جورجو دي بيانو (بالإيطالية: San Giorgio di Piano)‏ هي بلدية في مقاطعة بولونيا في إقليم إميليا رومانيا الإيطالي.

## السكان
في سنة 1861 بلغ عدد السكان 3٬908 نسمة، وتطور العدد ليصل في سنة 2011 لـ 8٬201 نسمة.
يظهر هذا المخطط البياني تطور النمو السكاني لـ سان جورجو دي بيانو

## أعلام
- لوكا فيتالي
- جورجيو فرانسيا
- جيوليتا ماسينا